# Galsuinda

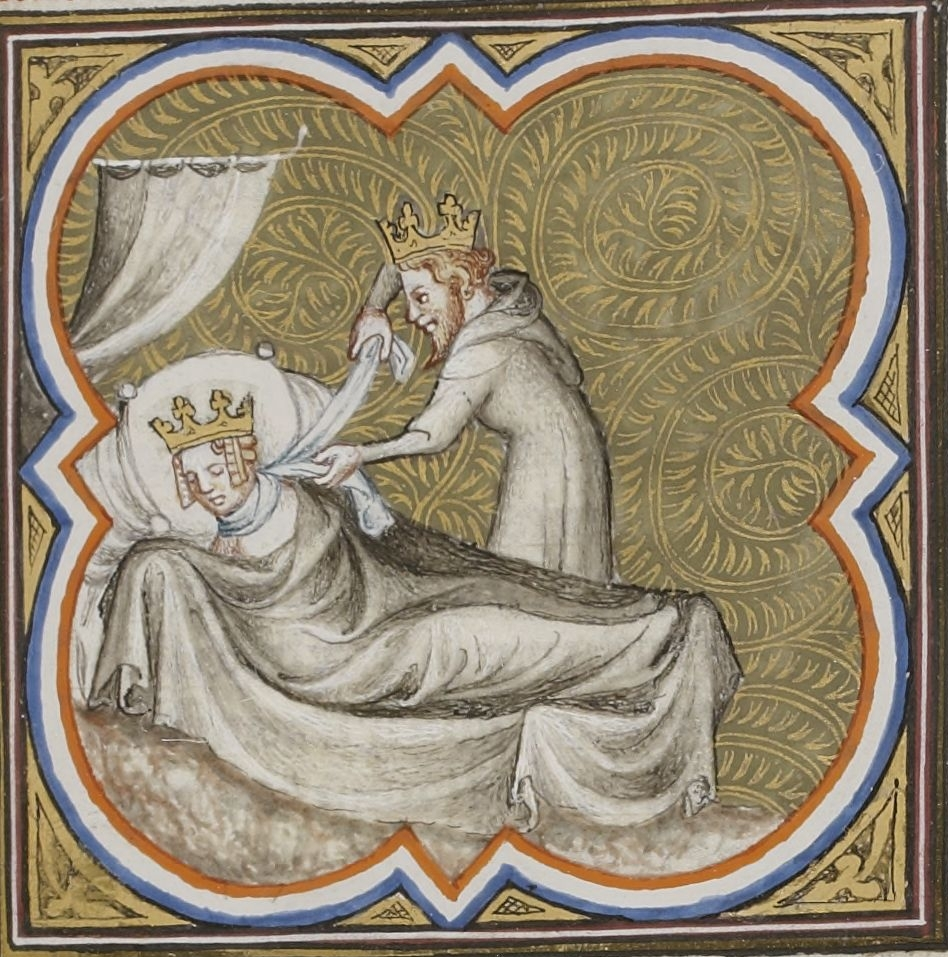
Strangolamento della regina Galsuinda da parte di Chilperico I (miniatura del XIV secolo)

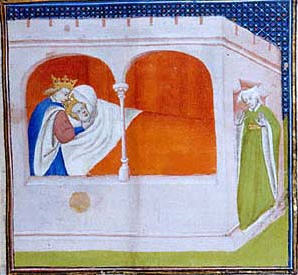
Strangolamento della regina Galsuinda da parte di Chilperico I alla presenza di Fredegonda

Galsuinda, o Galsuinta o Galsvinda (Toledo, 540 circa – Soissons, 568), è stata una principessa visigota divenuta, in virtù del suo matrimonio con Chilperico I, regina di Neustria e Austrasia del nord-ovest, dal 567 alla sua morte.

## Origini
Era la figlia primogenita del re dei Visigot Atanagildo e di Gosvinta dei Balti (?-589), molto probabilmente figlia del re Amalarico, ultimo sovrano della dinastia dei Balti. Era anche sorella di Brunechilde, regina dei Franchi di Austrasia.

## Biografia
Il re dei Franchi di Neustria del nord-ovest, Chilperico I, nel quadro di una politica di amicizia con il confinante regno dei Visigoti, invidioso del suo fratellastro, il re dei Franchi di Austrasia Sigeberto I, che aveva sposato la principessa visigota Brunechilde (Mérida, circa 543 – Renève, autunno 613) (Brunechilde oltre ad essere bella intelligente ed istruita, aveva portato una ricca dote), decise di unirsi in matrimonio alla sorella di quest'ultima, Galsuinda, e chiese ad Atanagildo la sua mano, che gli fu concessa.
La principessa partì da Toledo nel 567 dopo una straziante separazione dalla madre Gosvinta e, durante il viaggio, incontrò a Poitiers il poeta Venanzio Fortunato, che raccontò la sua vicenda in una poesia ("Carmina", VI, 5). A Soissons, ove risiedeva Chilperico, la giovane sposa si trovò inizialmente in un ambiente favorevole, in quanto il marito aveva ripudiato la prima moglie, Audovera ed aveva allontanato da sé la sua concubina favorita, Fredegonda.
Galsuinda, come già aveva fatto la sorella Brunechilde, abbracciò la fede ortodossa.
La situazione poco tempo dopo mutò poiché, con il ritorno a corte di Fredegonda, l'ambiente per Galsuinda divenne ostile, in quanto il re la riprese come concubina e la cosa portò le due donne a frequenti litigi, tanto che Galsuinda, pur se aveva abbandonato l'arianesimo, chiese il permesso di tornare in patria, lasciando al marito la ricca dote. Il marito, con giuste parole, riuscì a lusingarla e a farla desistere dal suo proposito, ma, forse istigato dall'amante, Chilperico nel 568 fece uccidere Galsuinda; secondo Gregorio di Tours la fece strangolare nel letto da un servo.
L'assassinio di Galsuinda fu all'origine di una guerra civile che a più riprese mise la Neustria, di cui nel frattempo Chilperico era divenuto re, contro l'Austrasia e che si concluse solo nel 613, con la vittoria di Clotario II, figlio di Chilperico e Fredegonda, su Brunechilde e il suo pronipote Sigeberto II, in nome del quale reggeva il trono.

## Figli[1]
Galsuinda a Chilperico non diede alcun figlio.

## Fonti
Le principali fonti per la vita di Galsuinda sono la Historia Francorum di Gregorio di Tours e un carme di Venanzio Fortunato. Quest'ultimo compose infatti un lungo poema commemorativo (Carmina VI 5) in onore della defunta principessa, il De Gelesvinta.

### Fonti primarie
- (LA)  Gregorio di Tours, Historia Francorum Testo disponibile su Wikisource.
- Venanzio Fortunato, De Gelesvinta, in  Venanzio Fortunato, Opere, a cura di Stefano Di Brazzano, Roma, Città nuova, 2001, ISBN 88-31-19084-9.

### Letteratura storiografica
- Christian Pfister, La Gallia sotto i Franchi merovingi. Vicende storiche, in Storia del mondo medievale, Cambridge, Cambridge University Press, 1999,  pp. 688-711.
- Rafael Altamira, La Spagna sotto i visigoti, in Storia del mondo medievale, Cambridge, Cambridge University Press, 1999,  pp. 743-779.